# Cheilea
Cheilea là một chi động vật thân mềm chân bụng sống ở biển trong họ Hipponicidae.

## Các loài
Các loài trong chi Cheilea:
- Cheilea cicatricosa
- Cheilea dormitoria
- Cheilea equestris
- Cheilea papyracea
- Cheilea striata
- Cheilea tectumsinense
- Cheilea tortilis
- Cheilea uncinata